# Manel Navarro
Manel Navarro Quesada, född 7 mars 1996 i Sabadell, är en spansk sångare, låtskrivare och gitarrist. Han representerade Spanien i Eurovision Song Contest 2017 med låten Do It for Your Lover. Navarro blev först uppmärksammad 2014 när han medverkade i sångtävlingen Catalunya Teen Star, där framförde han en akustisk cover av låten "Hold on We're Going Home" av Drake.